# Turistické informační centrum Kauppatori
Turistické informační centrum Kauppatori, nazývané také Helsinki Info Kiosk, je netradiční turistické informační centrum v jižní části náměstí Kauppatori (mola Lyypekinlaituri) na pobřeží Finského zálivu Baltského moře. Nachází se ve čtvrti Kaartinkaupunki v okrese Ullanlinna v Jižním hlavním obvodu města Helsinky v provincii Uusimaa v jižním Finsku. Budova je postavena ze svařované oceli a dřeva. Část stěn budovy je odkrývací. Střecha informačního centra slouží také jako bezbariérová rozhledna/vyhlídka. Budovu navrhla společnost Verstas Arkkitehdit Oy. Místo je celoročně volně přístupné.

## Galerie

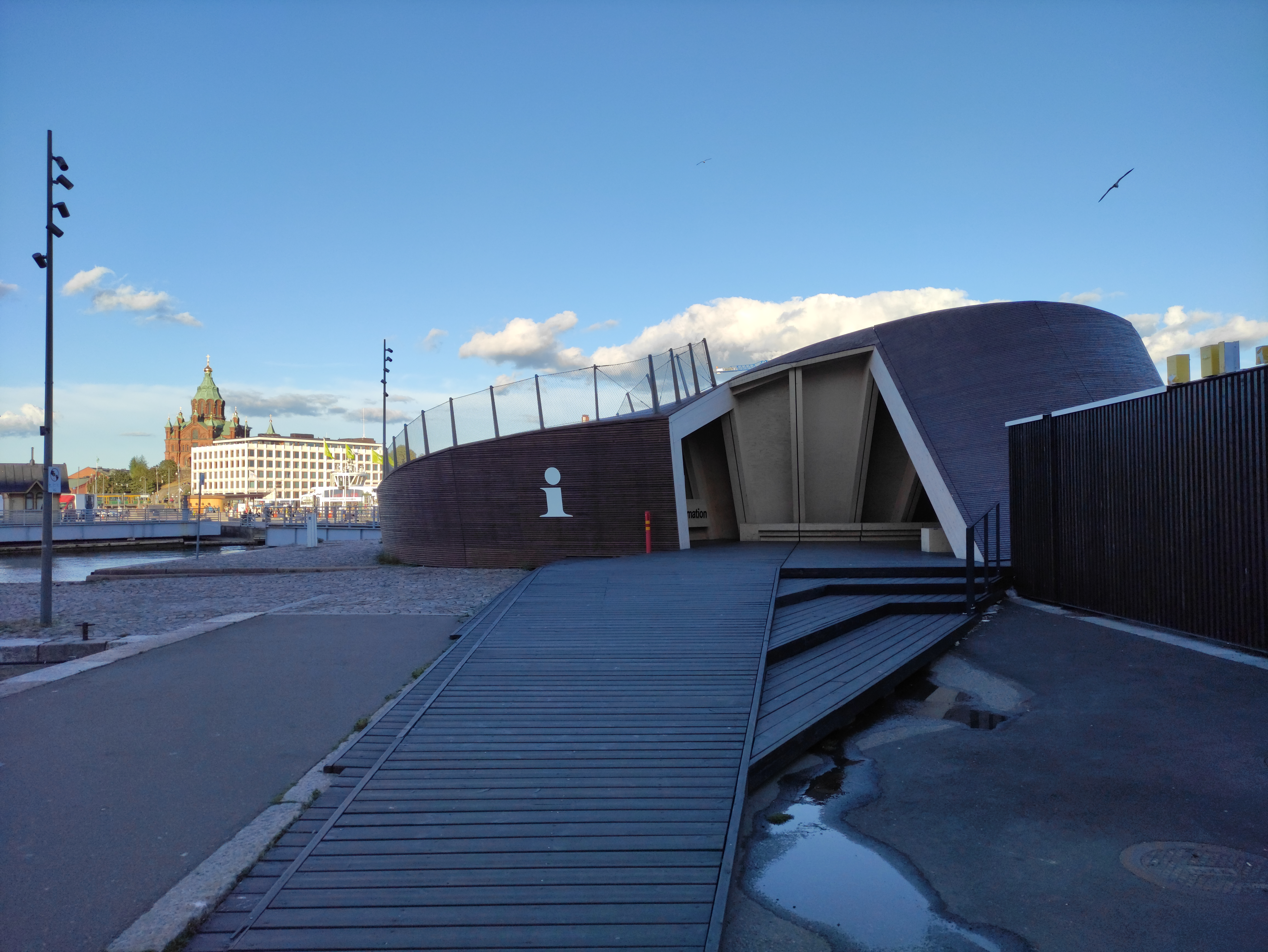
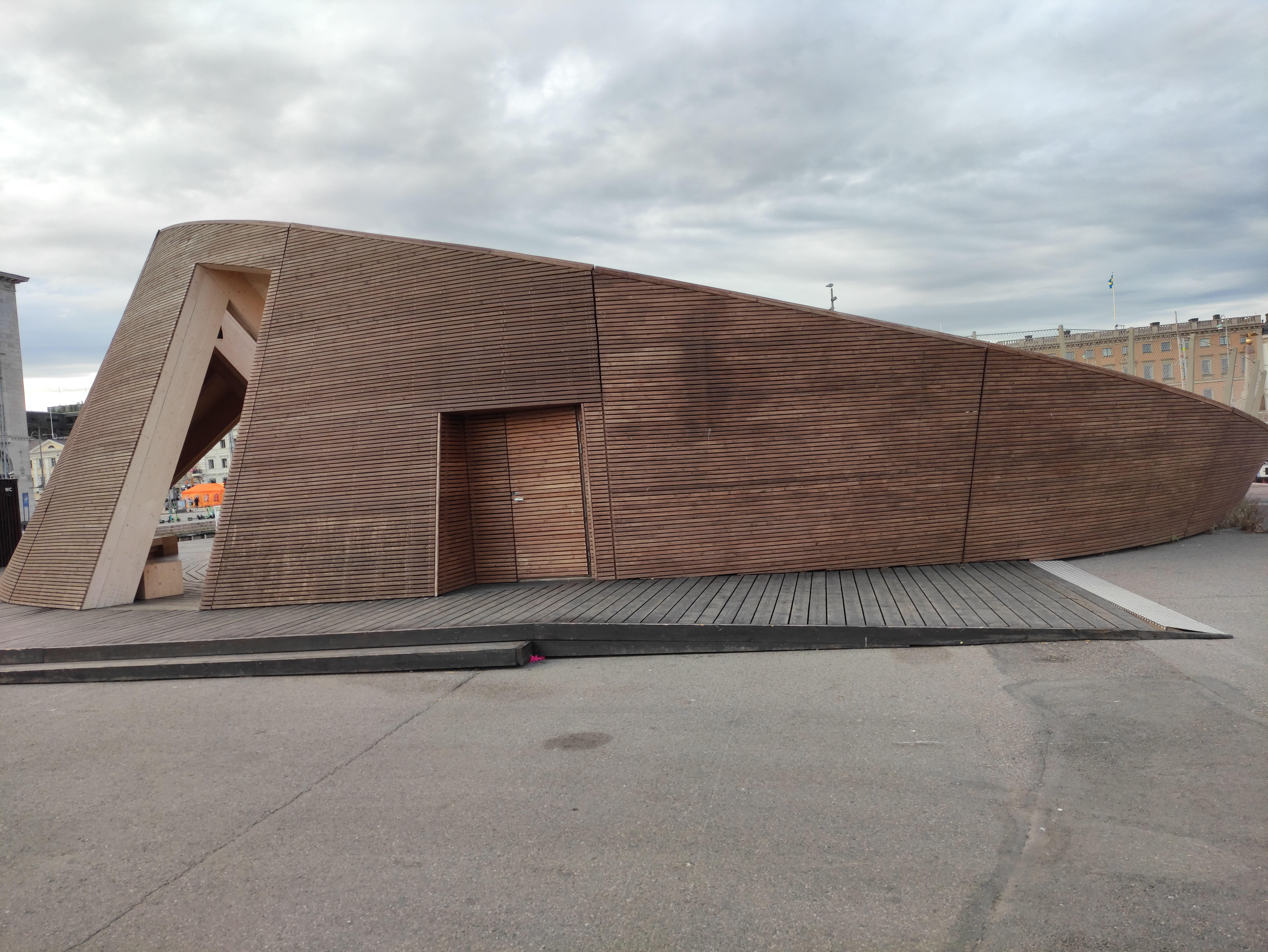
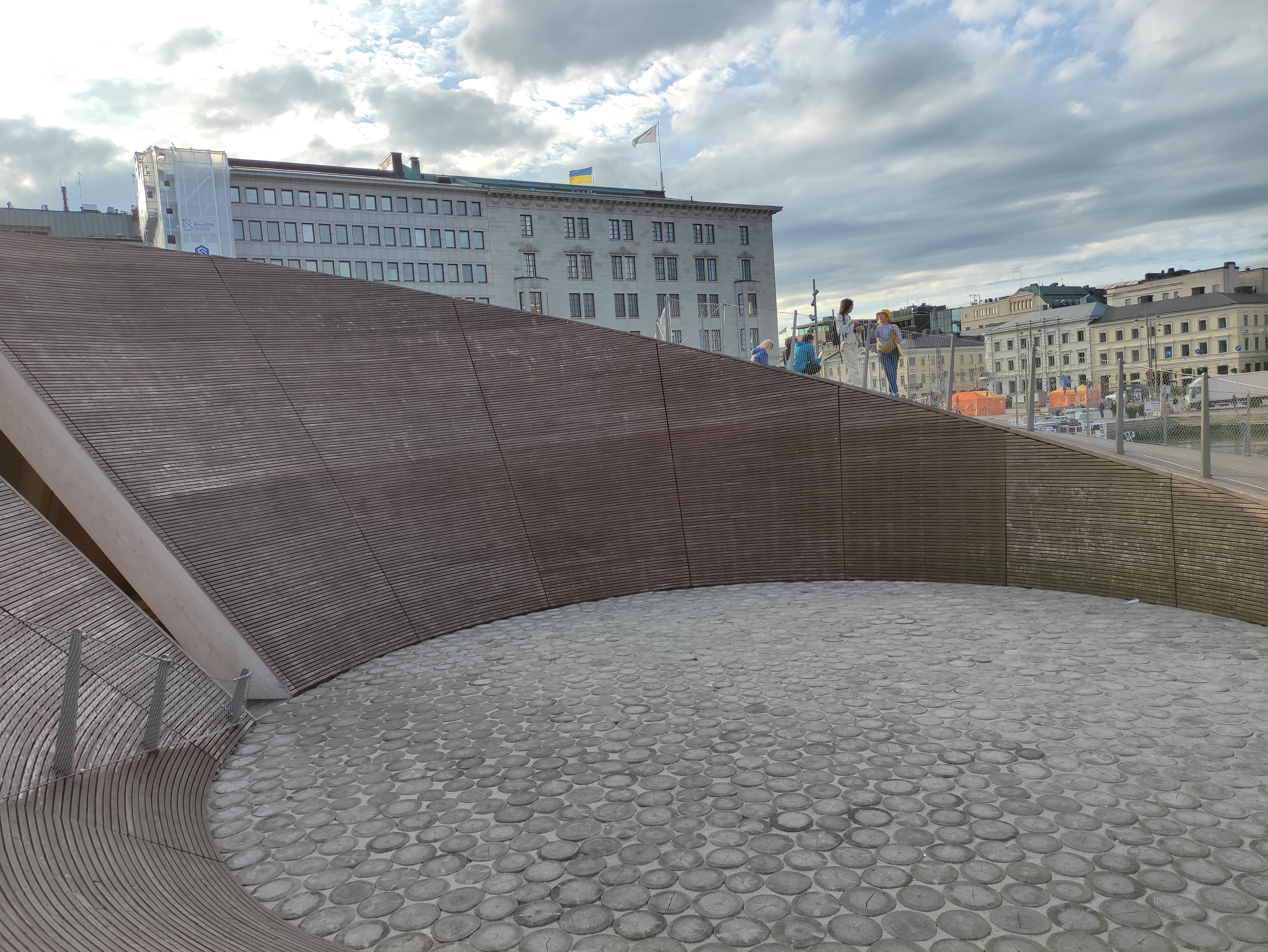